# Noodkering

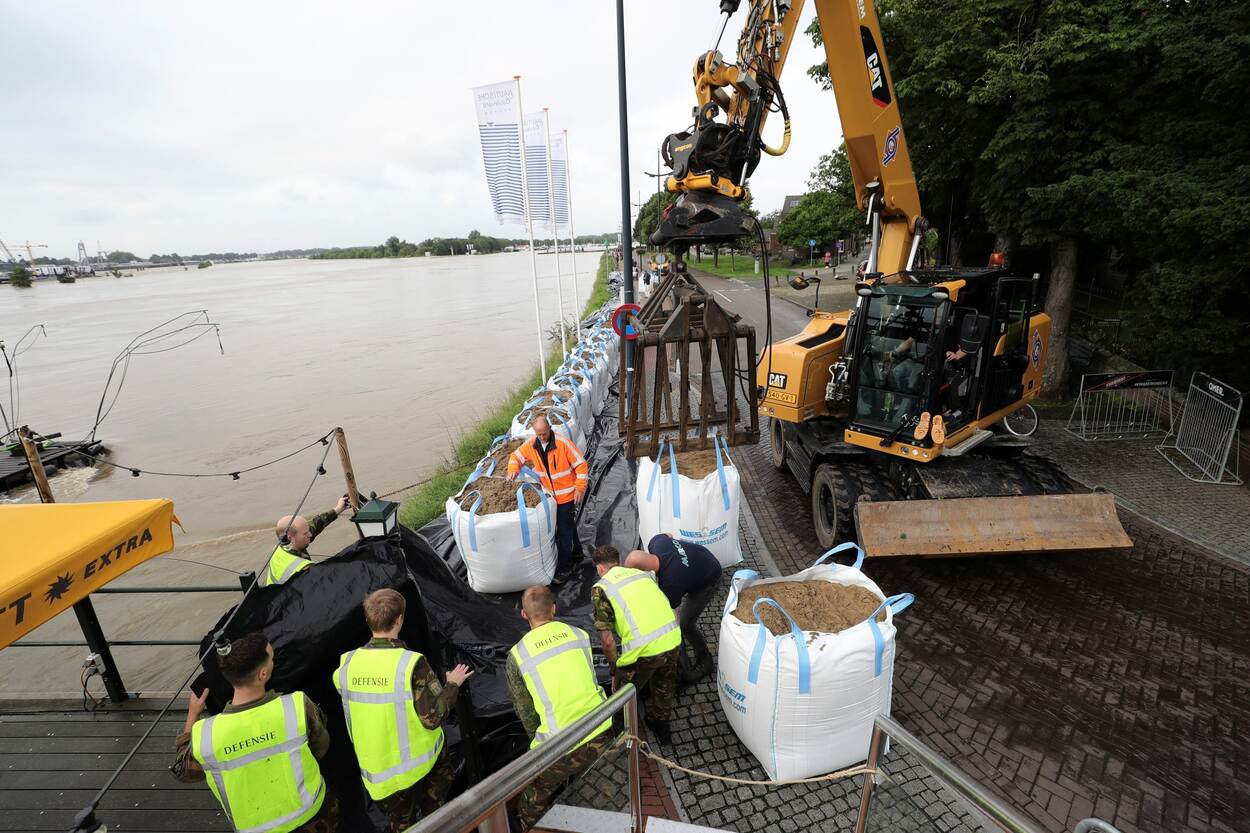
Plaatsen van een noodkering van big-bags in Limburg 2021

Een noodkering is een tijdelijke waterkering, die aangelegd wordt als een permanente waterkering dreigt te bezwijken of een niet al te hoog gebied dreigt onder te lopen. Het doel is om in een relatief korte tijd een waterkering te kunnen maken die voor een relatief korte tijd voldoende veiligheid kan bieden. De locatie van een dergelijke noodkering moet strategische worden gekozen, zodat deze aansluit op hoge gronden of overige delen van de dijk waarvoor geen urgentie van een noodkering is. 
Een noodkering kan bestaan uit het ophogen van een bestaande kering of het plaatsen van een nieuwe kering in een (vlak) gebied, met name buitendijks gelegen woonwijken en industriegebieden. In sommige delen van Nederland is de primaire kering zodanig georganiseerd dat er bij nadering van echt hoogwater opzetstukken, hoogwaterschotten etc. nodig zijn om het vereiste veiligheidsniveau te halen. Dit soort voorzieningen worden niet gezien als noodkeringen, maar als flexibele of mobiele keringen. 

## Functionaliteit
Het beschermen van buitendijks gelegen woonwijken of industrie kan in principe ook een functionaliteit van noodkeringen zijn. Dit geldt echter maar voor een beperkt aantal locaties in Nederland omdat de voor een groot aantal “buitendijkse gebieden” inmiddels ook een veiligheidsniveau is vastgesteld. Bij het overschrijden van dit niveau mogen de dijken niet worden verhoogd omdat de rivier in die gevallen de ruimte wordt gegeven om verder stijging van de waterstand te voorkomen. Dit leidt wel tot politieke besluitvormingsproblemen ten tijde van hoogwater. Bijvoorbeeld het vastgesteld niveau van een Maaskade is een bepaald niveau. Als het water dit niveau overstijgt zal dit gebied onderlopen, en mag de kade niet verhoogd worden. Het uitvoeren van zo'n besluit tot "niet verhogen" is vaak moeilijk te realiseren, de bevolking zal eisen dat er wel maatregelen genomen worden, en zo nodig zelf die verhoging gaan uitvoeren. 

## Aanleg van een tijdelijke kering

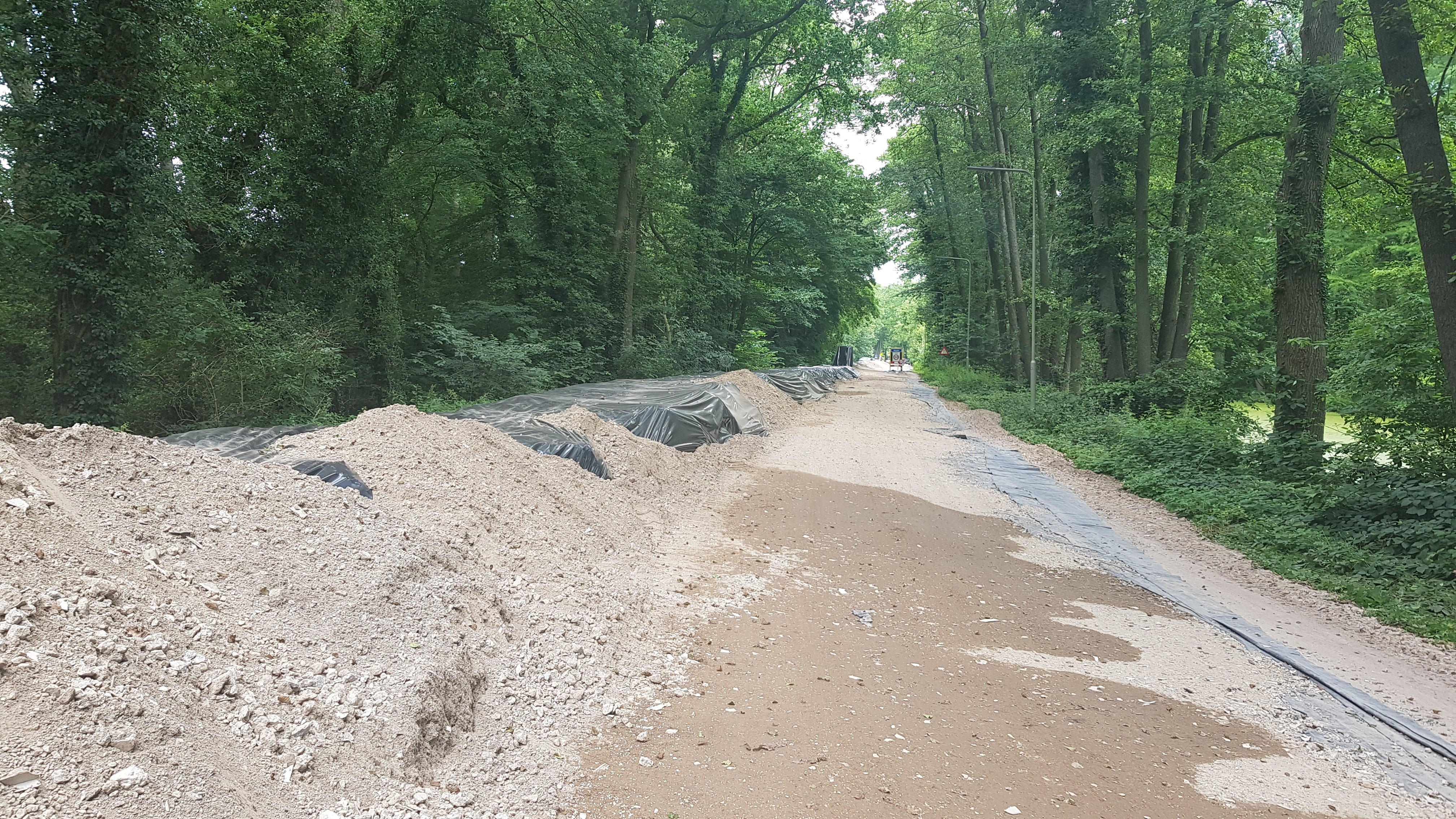
Tijdelijke gronddam geplaatst bij het hoogwater van 2021 bij Arcen (situatie na afloop)

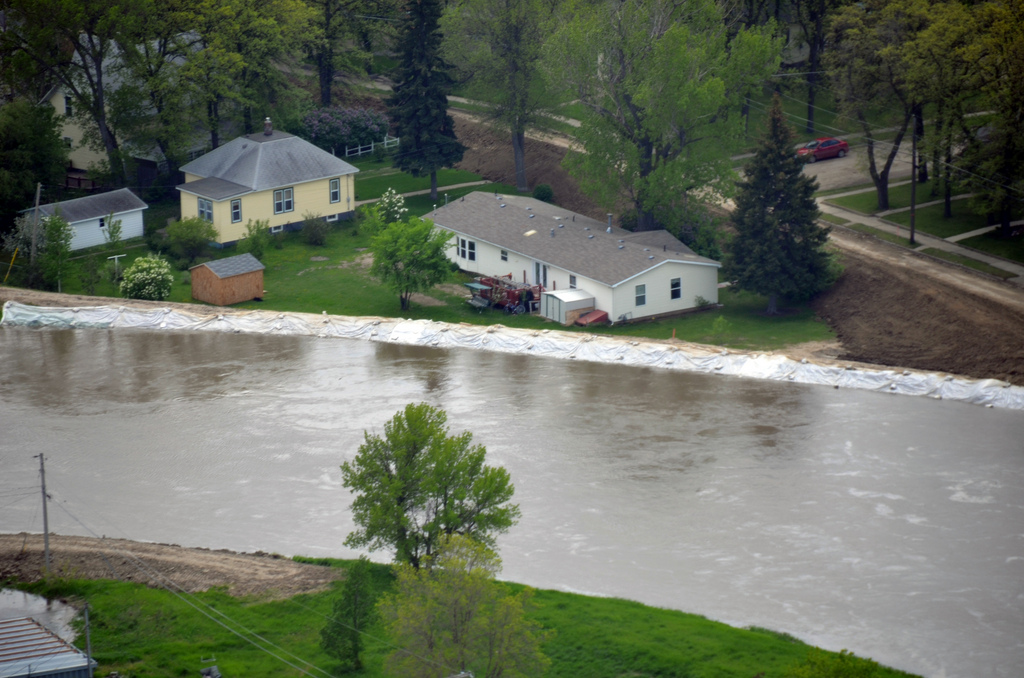
Big bag-dam

Mogelijkheden voor het aanleggen van een tijdelijke kering zijn
- opwerpen gronddam (geotextiel uitrollen, zand of grond storten en daarna verpakken)
- dam uit zandzakken of geobags
- er zijn ook een aantal commerciële producten om snel een kering te plaatsen, zoals de Quick Damm en de Water Wall[1]

## Ophogen van een bestaande kering
Ter voorkoming van overslag en overloop kan de dijkkruin worden opgehoogd met één of meerdere lagen zandzakken (15 tot 60 cm), strobalen (tot 80 cm), big-bags (tot 100 cm), tube of opklapbare keringen. Als er gedacht wordt aan het verhogen van de kering dient altijd te worden afgewogen of de maatregel niet een nadelige invloed heeft op andere faalmechanismen (bijv. macro-stabilteit). Dit geldt ook voor de wijze van uitvoering van de maatregel. Een dijk ophogen met big-bags leidt in combinatie met het materieel op de dijk die de big-bags moet plaatsen tot een behoorlijke belasting. Strobalen bieden uitkomst voor instabiele dijken vanwege het relatief lage gewicht. Strobalen dienen verankerd te worden aan houten palen, maar strobalen kunnen maar zeer kort dienst doen als kering. Het is dus vaak gevaarlijk om een bestaande kering onbeperkt op te hogen. Bij overslag wordt aanbevolen op te hogen met lichte kering, bijv. strobalen vastgezet met zandzakken en zeil.
Bij dreigend overlopen wordt geadviseerd de dijkkruin op te hogen met vulcontainers, zoals:
- zandzakken (tot circa 25 cm),
- een opkisting met zandzakken (tot circa 50 cm) of
- big-bags met zand / grond (tot circa 1,20 meter)
- opgeworpen gronddam met daaromheen een waterdichte folie

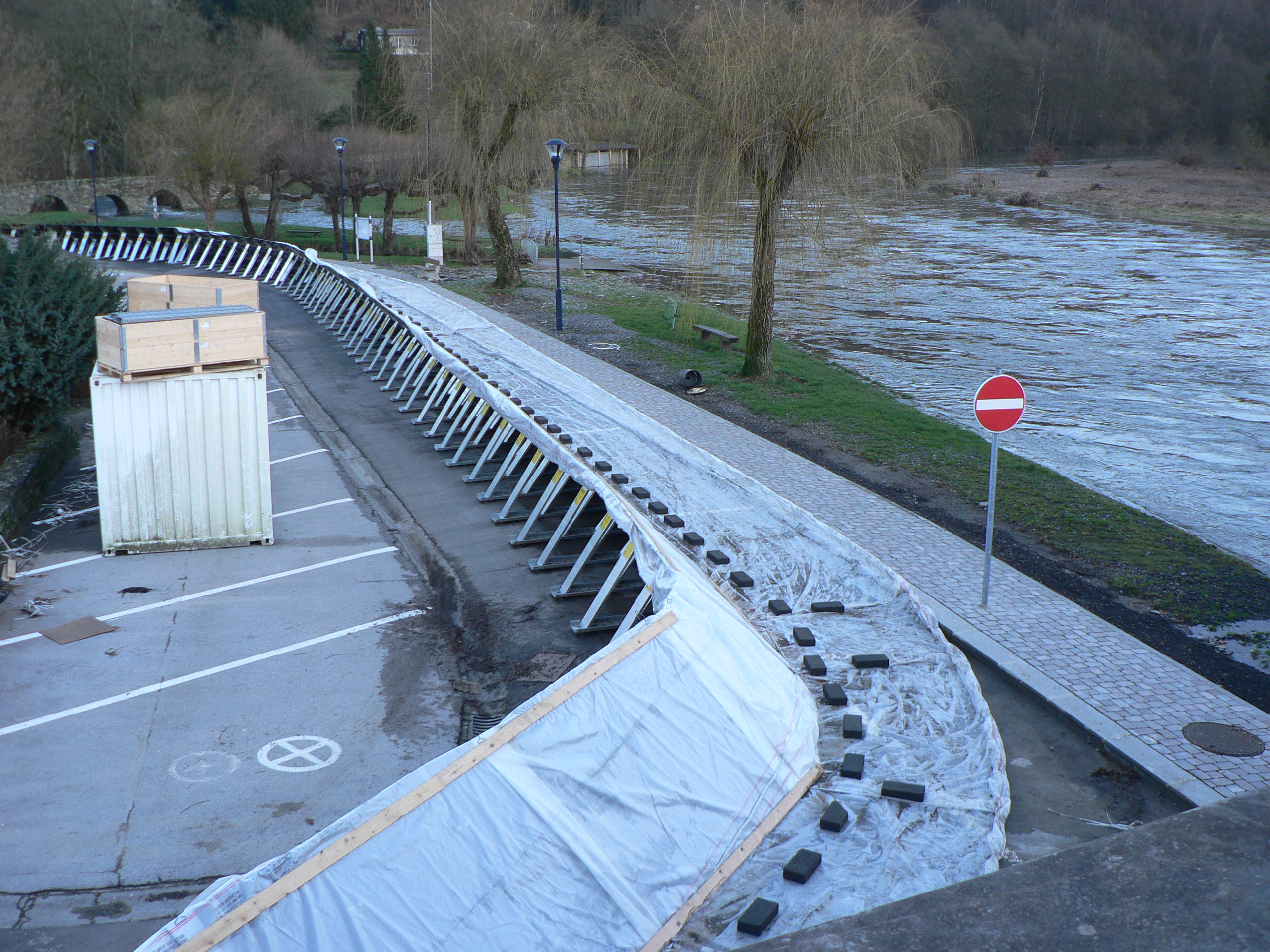
Aqua Barrier in Vresse-sur-Semois

Mobiele waterdam plaatsen gebruikmakend van systemen gevuld met water of lucht, zoals:
- Box Barrier (GMB + BAM Infra)
- Aquadam
- Aquatube
- FloodMaster Barrier
- Mobile Dam
- NOAQ tubewall / boxwall
- Aqua Barrier (afdammen met Europallets, metalen steunen en waterdichte folie)
- plaatsen van (snelwegbarrière) blokken of lichte keermiddelen uit de wegenbouw (geleiderails) in combinatie met een waterdicht zeil.

De hierboven genoemde systemen zijn commercieel verkrijgbare en gepatenteerde oplossingen. Bij de meeste van bovenstaande systemen is een stevige en vlakke ondergrond vereist. Bij proeven van het Hoogheemraadschap van Delfland is gebleken dat het plaatsen van een aantal van deze systemen in een weiland tot  problemen leidde door de niet vlakke en slappe ondergrond. 
De ophoging dient altijd op de buitenkruin te worden opgebouwd. De zandzakken kop aan kont, strak tegen elkaar leggen, zodat ze goed op elkaar aansluiten en een waterdicht geheel vormen. Tweede laag “half-steens” plaatsen zonder een doorgaande verticale voeg. Gebruik zandzakken met dezelfde maat en materiaaleigenschappen. Zandzakken zo plaatsen dat de omgeslagen kant van de zandzakken naar het water toe c.q. tegen de stromingsrichting wijst. Een ophoging met grindstorting kan met folie worden afgedicht en met zandzakken worden gefixeerd. Bij kruinbreedtes kleiner 3,0 m dient de dijk aan de binnenkant te worden gestabiliseerd. Bij een korte en spitse hoogwaterpiek omgeslagen opening van zandzakken tegen stromingsrichting in plaatsen; bij een onzekere hoogwaterprognose beter omgeslagen openingskant naar het water toe plaatsen.